# 광양제철남초등학교 축구부
광양제철남초등학교 축구단(Gwangyang Jecheol Nam Elementary School Football Club)은 대한민국 전라남도 광양시에 있는 축구 선수단이다. 광양제철남초등학교가 운영하는 U-12 축구 선수단이며, 1993년에 창단되었다. 2003년 1월에 전남드래곤즈와 협약을 맺어 전남 드래곤즈 FC의 U-12 유소년 선수단으로 전환되었다.

## 시즌별 성적
| 시즌 | 대회                        | 참가팀 | 경기 | 승 | 무 | 패 | 득 | 실 | 차 | 승점 | 순위 |
| ---- | --------------------------- | ------ | ---- | -- | -- | -- | -- | -- | -- | ---- | ---- |
| 2000 | 금석배 전국초등학생축구대회 | 58     | 4    | 3  | 0  | 1  | 8  | 1  | +7 |      | 8강  |

## 참고 문헌
- “KFA 통합경기정보 시스템”. 대한축구협회.

## 같이 보기
- 광양제철남초등학교
- 전남 드래곤즈 FC U-12